# Denis Dufour

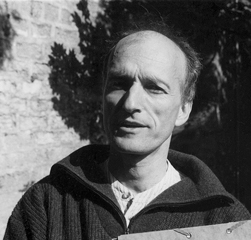
Denis Dufour en 1998.

Denis Dufour (Lyon, 9 de octubre de 1953) es un compositor francés de música instrumental, electroacústica y música concreta (también llamada acusmática). 

## Carrera
Después de realizar estudios clásicos en el Conservatorio Regional de Lyon en 1972 y Conservatorio de París entre 1974 y 1979, particularmente composición instrumental con Ivo Malec, análisis con Claude Ballif y composición electroacústica con Pierre Schaeffer y Guy Reibel, se hizo creador sonoro reconocido tanto en el dominio de la música instrumental como en el del arte acusmático con cerca de 170 obras compuestas hasta hoy.
Estando entre los pioneros del "enfoque morfológico" y expresivo del sonido, incluye en su trabajo una importante ampliación de las posibles dimensiones del fenómeno sonoro contribuyendo al origen de un género musical fértil que influenciaría consciente o inconscientemente a numerosos músicos y artistas. Su exploración de nuevas estructuras sonoras aliadas ala fluidez de un fraseo barroco y a la movilidad de figuras, su gusto por la voz humana, además de sus efectos dramáticos y narrativos, lo condujeron a una especie de nueva teatralidad, característica en sus creaciones.
Desde finales de los años 70 ha sido maestro de importantes instituciones educativas como el Conservatorio Nacional Superior de Música de París, el Pole superior de enseñanza artística París Boulogne-Billancourt (PSPBB), Conservatorios regionales de París, Perpiñán y Lyon; investigador (particularmente del Grupo de Investigaciones Musicales hasta el año 2000), conferencista y pedagogo en numerosos espacios de prácticas, talleres y máster clases en Francia, México, España, Chile y en el extranjero. 
Promotor infatigable y defensor, junto con Jonathan Prager, del concepto de espacialización interpretada de obras sonoras para acousmonium (orquesta de altavoces), dispositivo que hizo evolucionar ampliamente desde principios de los años 80 en el que la sensibilidad y la precisión se oponen a los sistemas rígidos multifónicos preprogramados. Fundador y promotor del conjunto instrumental TM+, también contribuyó en la elaboración del sistema Syter y para el cual compuso la primera obra con instrumentos y transformación numérica en tiempo real, Ourlé du lac / Pli de perversion 2 (Al borde del lago / pliegue de perversión 2), interpretada en el ICMC organizado en París por el Ircam en 1984. En esa ocasión Denis Dufour identificó la necesidad de disponer de una superficie táctil para controlar los parámetros de manera rápida y precisa. Así nació la Pantalla de interpolación que permite memorizar el estado de todos los parámetros del sistema (un snapshot en nuestros días) para poder pasar enseguida, muy rápidamente, de una configuración a otra por saltos o por interpolaciones en evolución progresiva.
Contribuye también de manera determinante en la realización del Acousmógrafo, software de representación gráfica de fenómenos sonoros que producido por el INA (Instituto Nacional de medios Audiovisuales), inaugura desde principios de los años 80, el "friso sinóptico" (reducción máxima de extractos gráficos completos de una obra acusmática que permite ver de un golpe, sobre una sola página y hasta eventualmente sobre una sola línea, el conjunto de la obra y de su "forma"), muy preciada en lo sucesivo por los transcriptores, gracias a su astuto empleo de viñetas reducidas de cada página vueltas a pegar en un conductor.
Cofundador y director administrativo entre 1992 y 1998 del grupo instrumental Les Temps modernes de Lyon. Organizador y director artístico de numerosas manifestaciones dedicadas a la creación contemporánea (ciclo de conciertos Acore en Lyon, Syntax en Perpiñán, Musiques à réaction en París), ha estado desde el principio en varias agrupaciones, colectivos y formaciones instrumentales que continúan enriqueciendo la vida musical en Francia y el mundo (Motus, Futura, TM +). 
A través de intercambios de experiencias con diferentes practicantes de artes de soporte (músicos, artistas plásticos, fotógrafos, videastas) y con un transdisciplinario público, promueve el festival Futura cada verano desde 1993 en Drôme; la amplitud internacional de este festival se refleja en una programación ecléctica y exigente.
Desde principios de los años 2000, Denis Dufour ha participado de modo decisivo en la renovación acusmática de Japón y su desarrollo, contribuyó también al auge de la escuela francesa en Italia del sur. A través de Motus desde 1996, organiza centenas de conciertos y eventos con dos de los dispositivos más importantes móviles de espacialización del sonido (acousmoniums) producidos con éxito regularmente en Francia y Europa. Varias intervenciones anuales como invitado en el Palacio de Tokio. En París han contribuido notablemente en el despliegue del mundo del arte contemporáneo.
Consciente de la necesidad de aumentar el campo de creaciones nacidas de la realización en estudio, fijadas en soporte audio para ser escuchadas en altavoces, las reagrupa en lo que nombra en 1982 "Arte acusmática", que da una definición abierta (traducida en inglés, español, italiano, alemán y japonés) que lo sitúa más allá del sólo terreno musical.
Sensible a la promoción de prácticas interdisciplinarias, participa en colaboraciones múltiples en el campo de las artes plásticas (Galería Lydie Rekow en Crest, Escuela superior de arte de Perpiñán, residencia inicial de tres años en el Domaine de Kerguéhennec, centro de arte contemporáneo, colaboración con artista plástico Jaume Xifra, con Stéphan Baron para vídeos, intervención en el momento de Monumenta 2008 con Richard Serra en el Gran Palacio de París).
Autor de una gran variedad de obras instrumentales, vocales y acusmáticas, siempre se compromete profundamente en la transgresión de géneros incitando con sus experiencias en el área de la danza, el vídeo, las obras mixtas (asociando intervenciones instrumentales y soporte audio), el teatro musical, las instalaciones y los entornos sonoros, del arte radiofónico o del Hörspiele, en asociación con autores diversos entre los que está Thomás Brando con quien trabaja en colaboración desde 1980. Sus obras son editadas por Maison Ona en París.
Su música ha sido tocada en México (Guadalajara), en Chile (festival Ai-Maako en Santiago de Chile y Valparaíso), en Argentina (Buenos Aires), en España (Madrid, Valladolid)…